# Li Ťien-žou
Li Ťien-žou (čínsky: 李坚柔; anglickým přepisem: Li Jianrou; * 15. srpna 1986, Ťi-lin) je čínská závodnice v short tracku. Na olympijských hrách v Soči roku 2014 vyhrála závod na 500 metrů. Na této trati tak získala čtvrté olympijské zlato pro Čínu za sebou. Je též celkovou mistryní světa z roku 2012. Ze světových šampionátů přivezla další čtyři zlaté z jednotlivých disciplín.